# Agenor Gomes de Araújo Neto
Agenor Gomes de Araújo Neto (Iguatu, 17 de fevereiro de 1966) é Engenheiro Civil e político cearense. Atualmente, está em seu terceiro mandato consecutivo como deputado estadual na Assembleia Legislativa do Ceará e foi prefeito de Iguatu por dois mandatos consecutivos.
Iniciou a carreira política em 1992,Seguindo os caminhos do Pai, o médico José Ilo Alves Dantas, ex prefeito de Quixelô, candidatando-se ao cargo de prefeito de Iguatu, sem êxito. Em 2000, disputou novamente a Prefeitura de Iguatu pelo Partido da Social Democracia Brasileira (PSDB), conseguindo ao final da sua campanha um percentual de 47% dos votos válidos. 
No ano de 2002 disputou, pela primeira vez, uma cadeira na Assembleia Legislativa do Ceará, sendo eleito. Ficou dois anos no mandato, pedindo afastamento para assumir o cargo de prefeito de Iguatu, numa eleição disputada com  o então prefeito Edilmo Costa do (PMDB), repetindo o feito de seu avô e se tornando prefeito de Iguatu com 53% dos votos. 
Em seus dois mandatos, Agenor reestruturou a cidade de Iguatu. Construiu casas habitacionais, avenidas, centros de lazer, escolas e postos de saúde. Pavimentou e iluminou ruas e asfaltou estradas na zona rural de Iguatu. Construiu e colocou em funcionamento a escola de música Eleazar de Carvalho e criou os Festivais juninos - Iguatu Junino e Iguatu Festeiro, um dos maiores Festivais juninos fora de época do Ceará. Criou a Cidade da Criança, evento que proporcionava as crianças e adolescente da cidade a usufruírem de parques de diversão, circos, tendas e show de atrações conhecidas nacionalmente como: Carla Perez, Simony, Patati e Patata, Yudi, Kelly Kye entre outros e o evento Iguatu Natal de Luz, um evento natalino que contava com decorações temáticas em toda a cidade, a vila natalina na praça da matriz, um grande desfile natalino que contava com crianças, jovens e adultos de projetos sociais e entrega de presentes às crianças e adolescentes da cidade. Todos esses projetos impulsionavam a economia local e o turismo da cidade e colocaram Agenor no patamar de melhor prefeito de Iguatu, e uns dos melhores do Brasil. levando a sua reeleição em 2008 com quase 70% dos votos. Em 2006 filiou se ao (PMDB). 
Em 2012 conseguiu eleger seu sucessor e em 2014, após quase dois anos sem exercer cargo público, candidatou-se novamente ao cargo de deputado estadual, sendo eleito com uma maioria expressiva de 78.868 votos e reeleito em 2018 para o mesmo cargo, com 61.543 votos.

Em 2022, voltou a disputar a reeleição ao cargo de deputado e obteve 68.289 votos, sendo mais uma vez reeleito para exercer o mandato até 2026. 